# Pandanus insuetus
Pandanus insuetus är en enhjärtbladig växtart som beskrevs av Huynh. Pandanus insuetus ingår i släktet Pandanus och familjen Pandanaceae. Inga underarter finns listade.